# صاریغ دم‌کوتاه خاکستری
صاریغ دم‌کوتاه خاکستری (نام علمی: Monodelphis domestica) نام یک گونه از سرده تک‌زهدان‌ها است.